# Datsun 510
El Datsun 510 es un automóvil de turismo compacto del segmento C con motor delantero montado longitudinalmente de tracción trasera, construido por el fabricante japonés Datsun, subsidiaria de Nissan de 1967 a 1973, disponible en carrocerías sedán de 2 o 4 puertas, guayín de 5 puertas o coupé de 2 puertas. Es la evolución del Datsun 410, que a su vez fue reemplazado por el Datsun 610.

## Historia

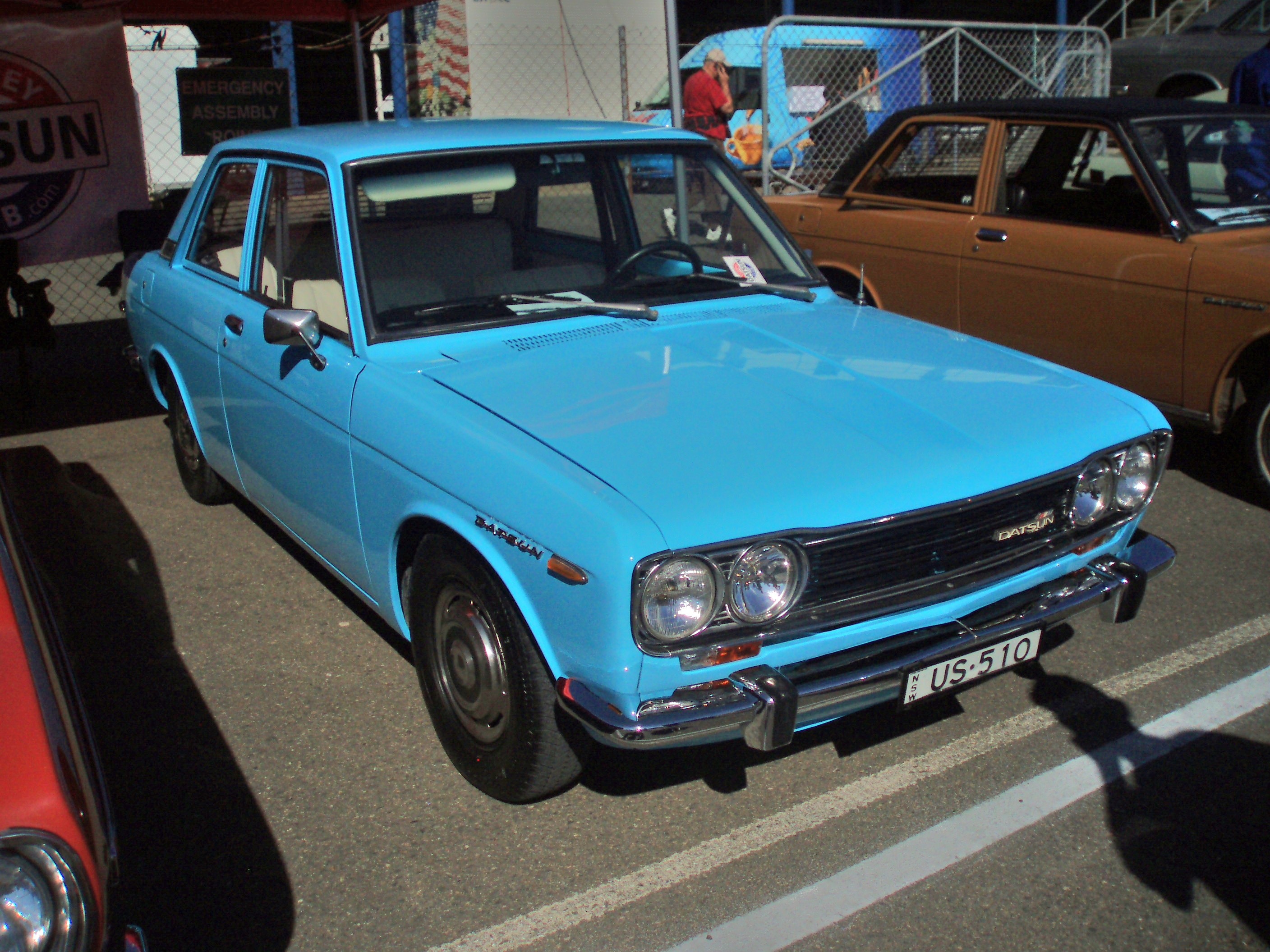
Versión Sedán de 2 puertas.

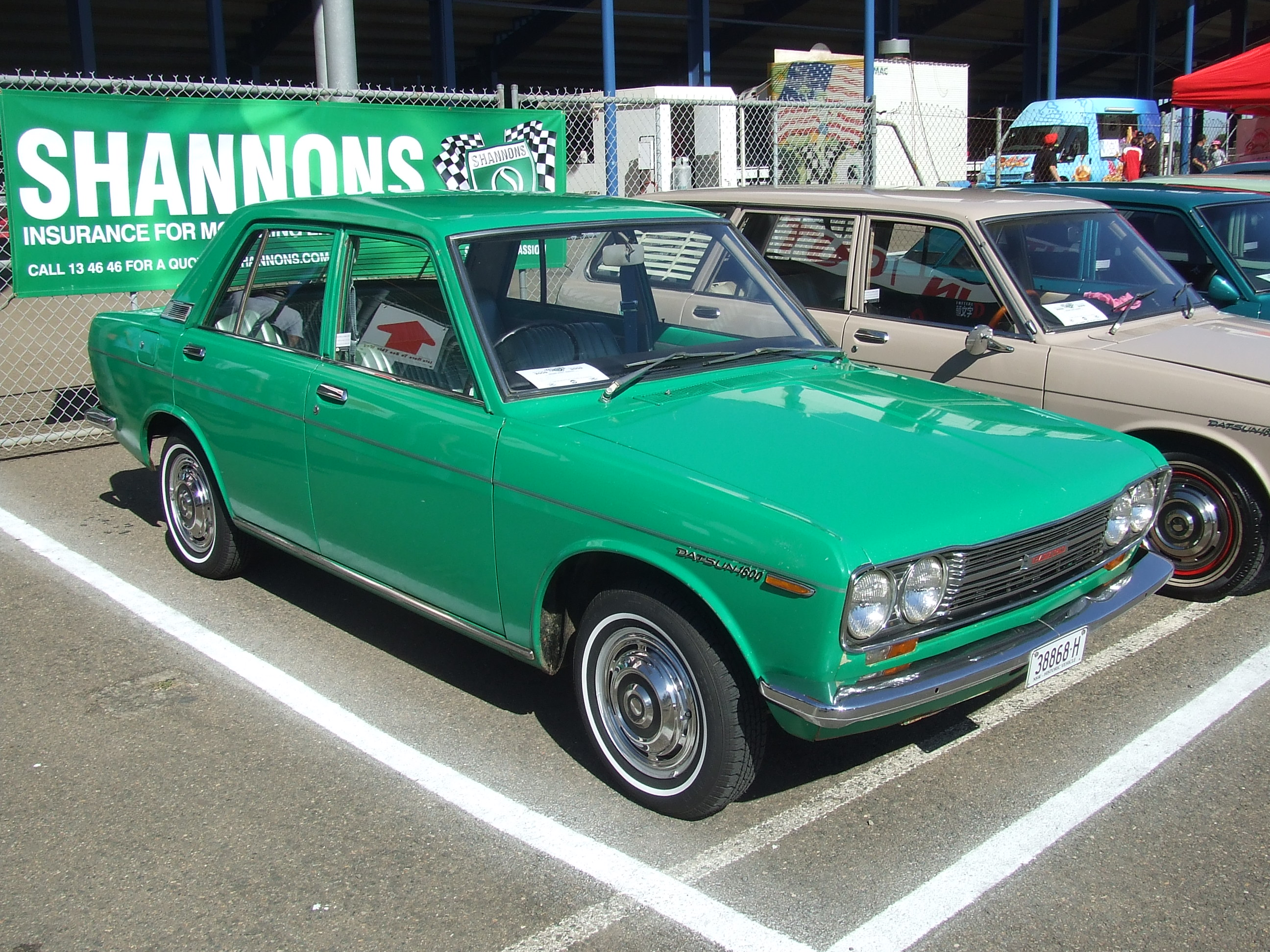
Sedán de 4 puertas 1600 en Australia.

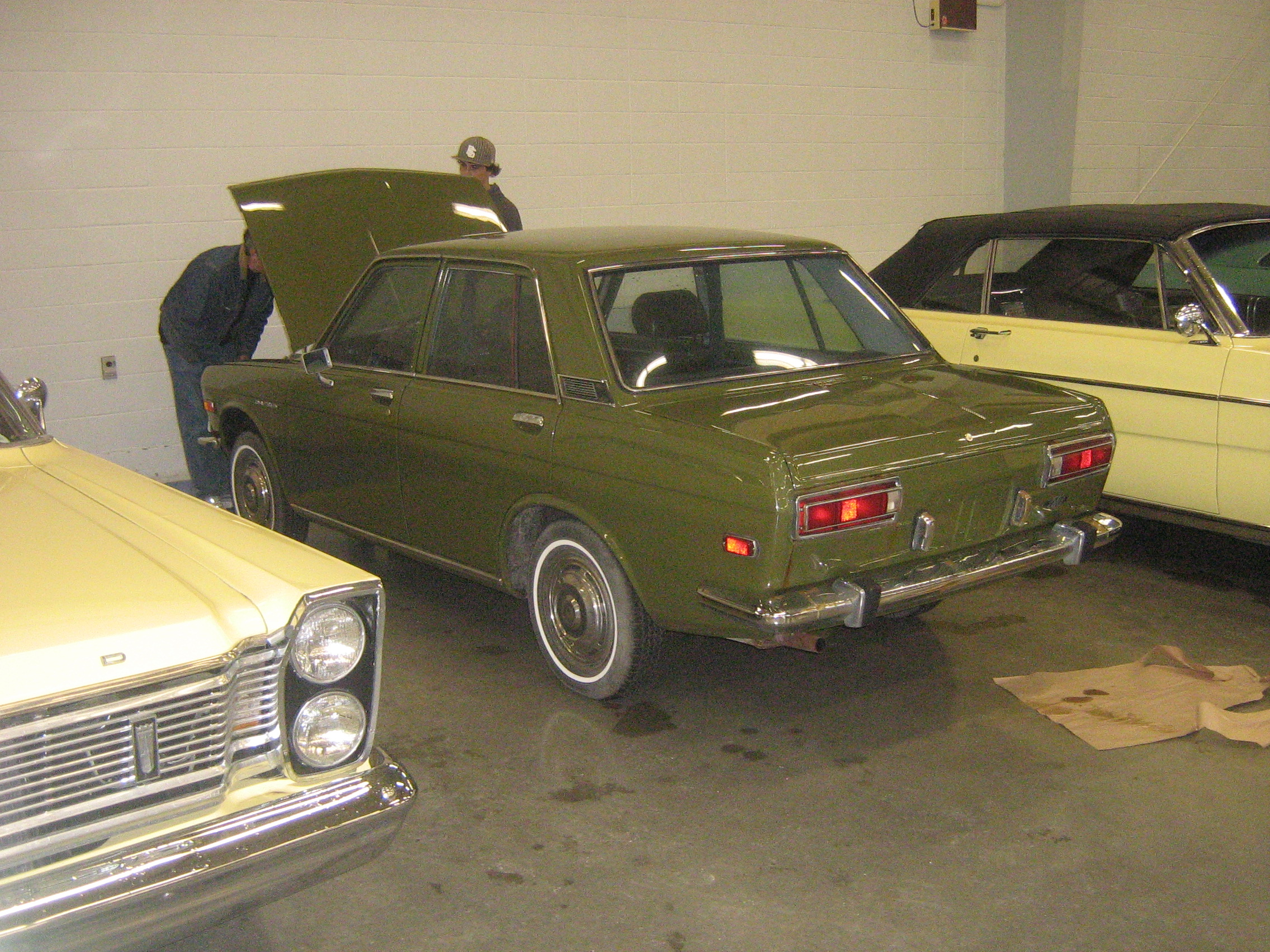
Vista trasera de un sedán de 4 puertas de 1971.

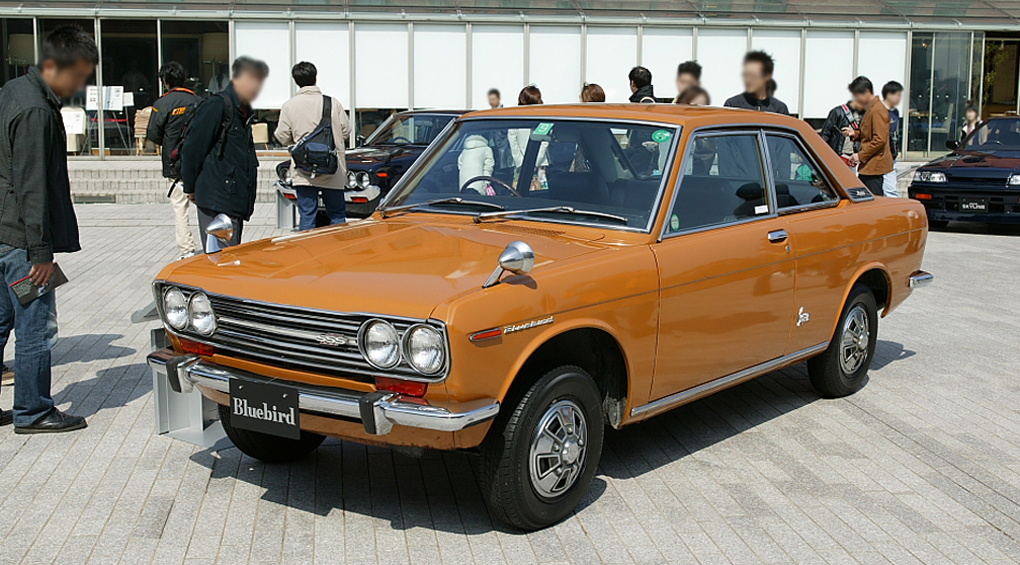
Coupé 1600 SSS en Japón.

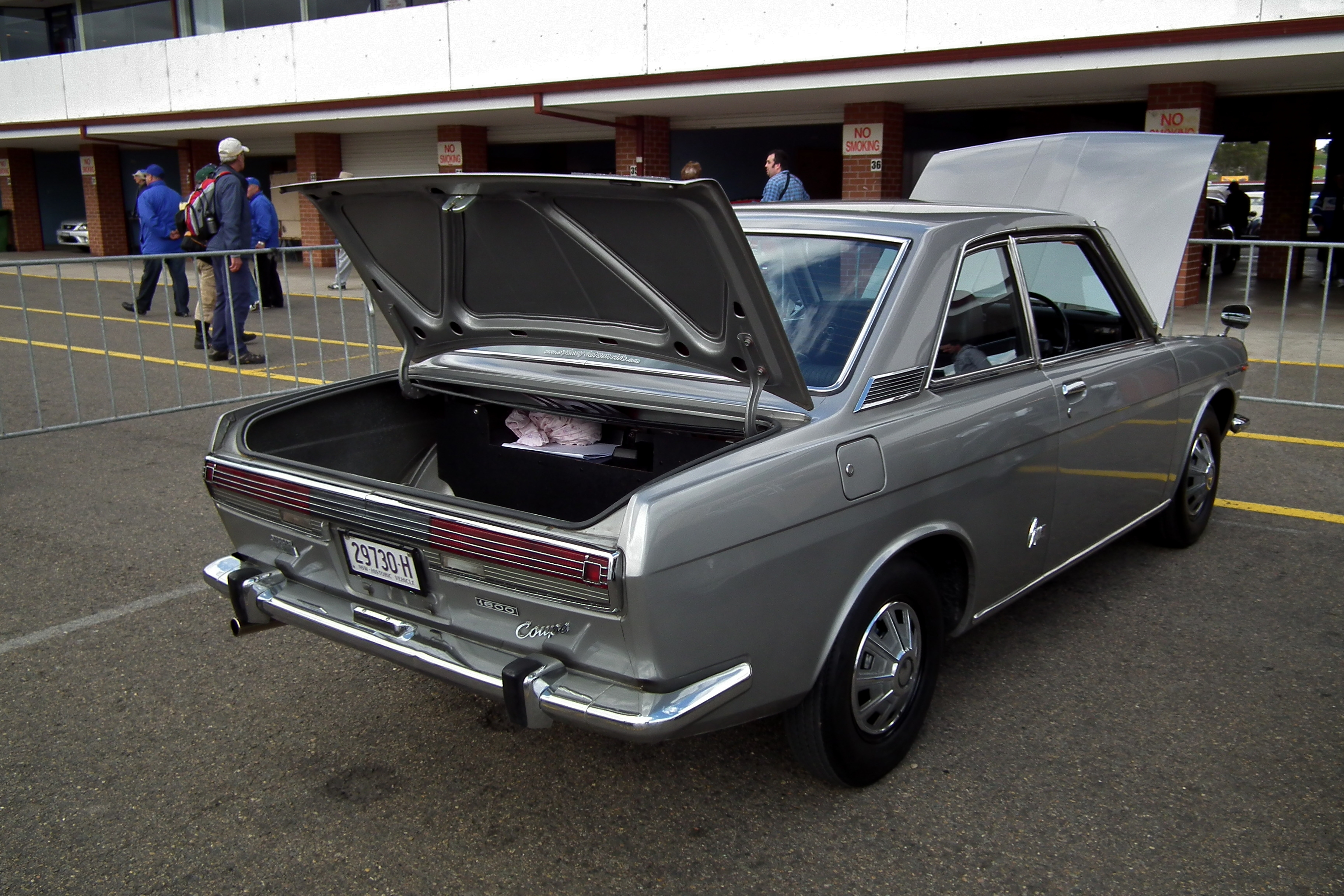
Vista trasera de un coupé 1600 de 1970 con el maletero abierto.

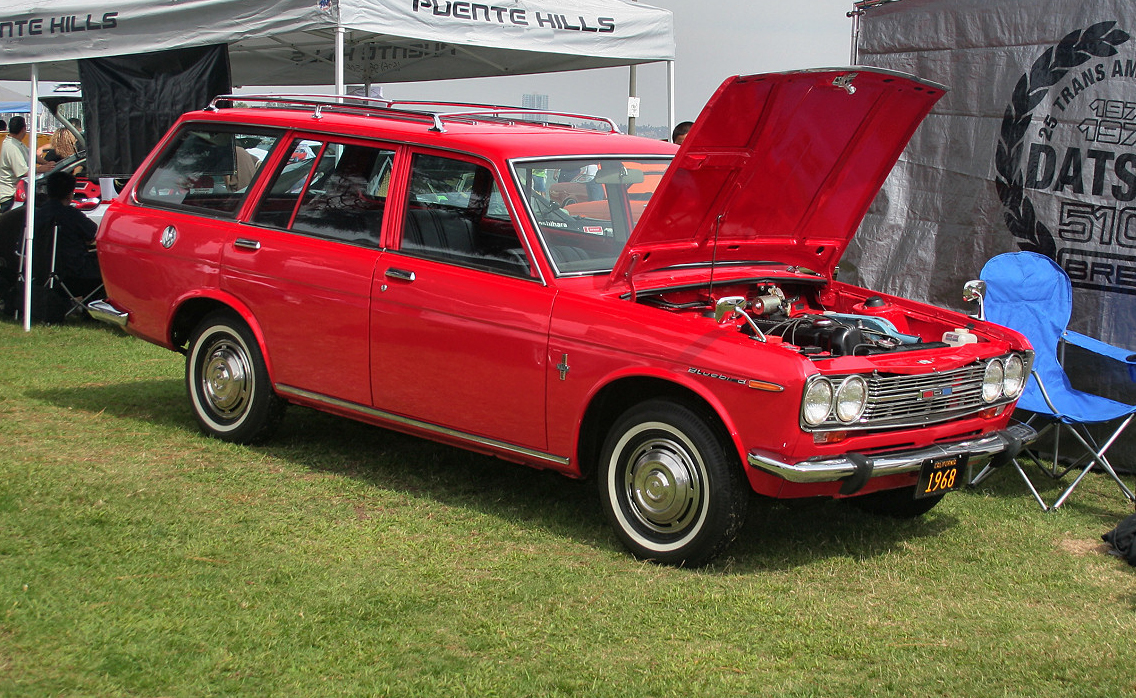
Guayín de 1968 con el cofre abierto.

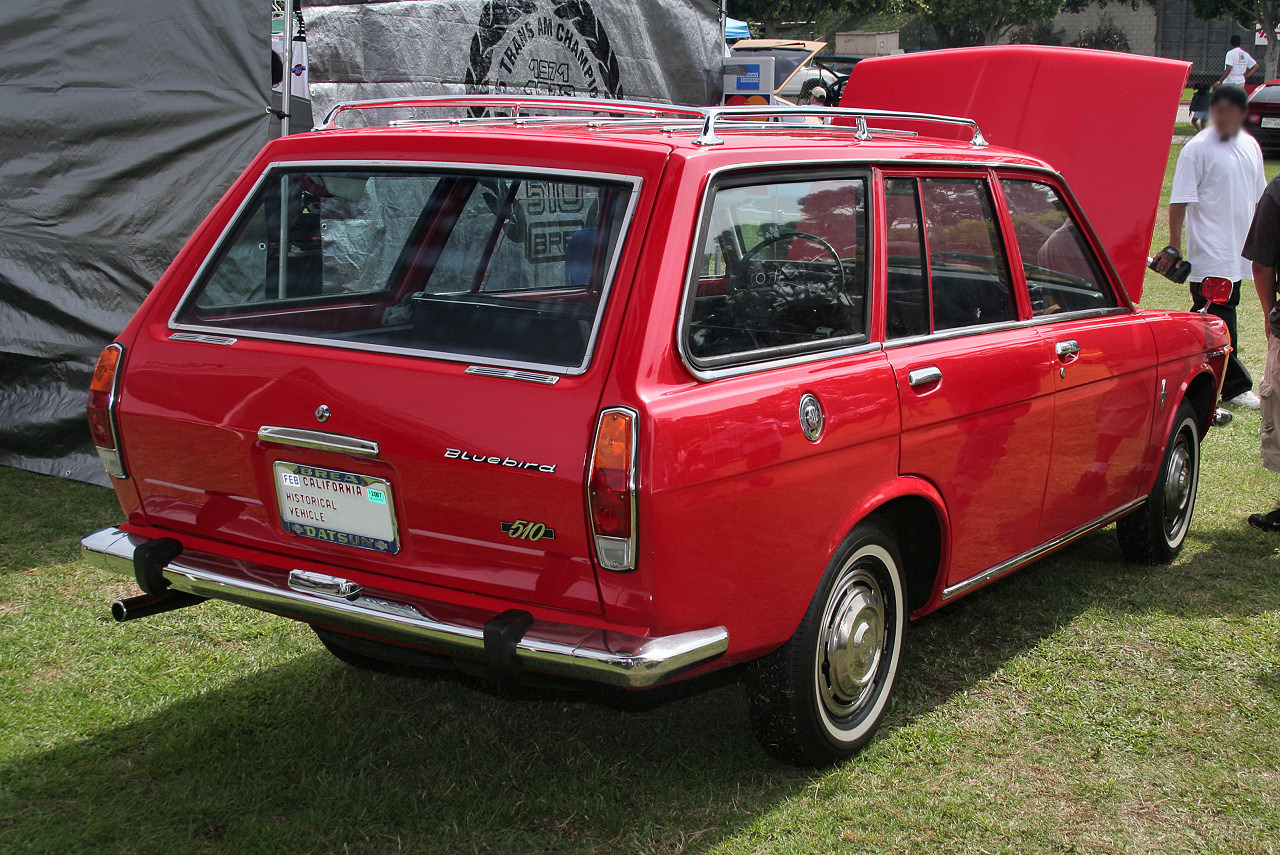
Vista trasera de la versión guayín.

A pesar de tener presencia en muchos mercados alrededor del mundo, Datsun aún era vista como una compañía de dudosa calidad y autos anónimos y aburridos. El 510 de 1968, con su gran valía por el dinero y una serie de victorias deportivas, cambió esa percepción y ayudó a que la marca cambiara su imagen y se posicionara mejor en todo el globo.
Si bien el Datsun Bluebird 410 de los años 1960 era un buen coche compacto, económico, robusto y fácil de mantener, también era algo anónimo y blando comparado con otros autos con los que competía en los muchos mercados en los que se encontraba disponible. Esto, combinado con la naciente reputación de Datsun en muchos de estos mercados, provocaron que la marca enfrentara dificultades posicionándose en el imaginario colectivo del automovilista promedio, a pesar de ser exitosa en ventas y tener buena penetración fuera de Japón.
La siguiente generación del Bluebird, el 510, tenía que ser una mejoría en todos los sentidos por sobre su antecesor. Las diferencias eran enormes, pues Nissan había trabajado duro para que el Datsun 510 se convirtiera en un verdadero auto de entusiastas, que no solamente cumpliera satisfactoriamente con el rol de coche familiar y económico, tal como habían hecho las anteriores generaciones del Bluebird, sino que también ofreciera emociones y diversión a los amantes del manejo deportivo, por mucho menos dinero que la competencia y no solamente la proveniente de Japón, sino también de Europa, la cuna de nacimiento del compacto deportivo.
Para lograrlo, el desarrollo del 510 tomó inspiración de uno de los mejores autos del rubro: el BMW 2002. Datsun copiaba la receta casi al pie de la letra: bastidor monocasco, suspensión delantera tipo MacPherson y trasera independiente vía brazos de arrastre, frenos de disco delanteros y un de 4 cilindros en línea SOHC con 2 válvulas por cilindro, de la famosa Serie L de Nissan, que comenzó desplazando 1296 cm³ (1,3 L; 79,1 plg³) y, al final de su vida comercial, ya estaba por los 1770 cm³ (1,8 L; 108 plg³). El interior era cómodo y espacioso y la carrocería, trazada por Teruo Uchino, combinaba líneas rectas y fluidas con elementos estéticos sencillos muy definitorios, como las calaveras horizontales y la parrilla en horizontal con faros dobles, que le daban una personalidad propia, alejada de todo lo demás que había en el mercado.
Cuando fue lanzado en 1968, fue ofrecido en carrocerías de 2 y 4 puertas, así como una guayín que cambiaba la suspensión trasera independiente por un eje rígido. A finales del mismo año se ofrecería un coupé de 2 puertas exclusivo para el mercado japonés, que más adelante se convertiría en el tope de gama cuando Datsun lanzó las versiones deportivas SSS, que si bien llegaron a otros mercados como Sudáfrica, nunca lo hicieron en forma de Coupé, por lo que hoy el SSS Coupé es uno de los Datsun más buscados por los coleccionistas.
Estuvo disponible prácticamente en todo el mundo: Europa, África, Australia y Nueva Zelanda, Asia y toda América. En México fue fabricado en la planta CIVAC de Nissan, en Cuernavaca. Tenía como competencia directa solamente al Renault 8 y, un poco más abajo, al Volkswagen Tipo 1.
Para cuando el Datsun 510 fue reemplazado por la siguiente generación del Bluebird, el 610, había logrado cambiar la imagen global de Nissan y convertirla en una marca que tenía que tomarse en serio en muchos sentidos. El 510 fue el predecesor de los muchos coches compactos para entusiastas que Nissan ha tenido desde entonces y, como tal, se ha convertido en un coche de culto para los amantes no solamente de la marca, sino del automovilismo en general.
Los pequeños y despreciados coches japoneses se volvieron deseados y populares en todo el mundo a principios de los años 1970, cuando ocurrió la crisis internacional de los precios del petróleo y los coches gigantescos sufrieron un golpe fatal que los puso en riesgo de extinción. De pronto una nueva palabra comenzó a formar parte del léxico de los pilotos: “compacto” – un coche de modesta potencia y bajo consumo, fácil de manejar en un tráfico desbordado de autos gigantes y capaz de llevar con comodidad a cuatro pasajeros adultos, que pronto se popularizó. La idea de los compactos no era nueva: el Volkswagen Escarabajo fue uno de los primeros compactos y, para los estándares norteamericanos, el grueso de la producción de la AMC consistía en compactos, aunque en un sentido desvirtuado de la palabra, ya que hablamos de coches medianos de cilindrada menor o igual a 4 litros.
A principios de los años 1970, el concepto de los compactos prendió con fuerza y los norteamericanos podrían haber optado por autos de cualquier otra nacionalidad, como los Volkswagen se vendían muy bien, con lo cual un desembarco masivo de autos europeos podría haberse apropiado de semejante movida histórica, pero fueron los nipones los que dieron en el clavo. Primero observaron el desempeño de los autos europeos en el mercado norteamericano; luego dedujeron dónde estaban los nichos que atraían a los estadounidenses como para salirse de la norma de comprar autos nacionales; después desarmaron los productos exitosos en sus partes y dilucidaron la fórmula; y por último, terminaron por aplicarla a sus propios vehículos, dotándolos de unos estándares de calidad tan altos que harían avergonzar a las grandes marcas norteamericanas.
El autor de ese movimiento fue Yutaka Katayama, el futuro padre de los Datsun serie Z y que, a fines de los años 1960, daría a luz el primer éxito internacional de la industria automotriz japonesa: el Datsun 510. Tal sería el impacto que el resto de los fabricantes japoneses copiarían su modelo y, ante su repercusión, terminarían por desembarcar masivamente primero en Estados Unidos y después, en el resto del mundo.
En los años 1960, un joven ejecutivo de Nissan llamado Yutaka Katayama, llegó a California con la misión de hacer un informe sobre las fluctuantes ventas de los autos de la marca en el mercado norteamericano. Los japoneses habían desembarcado en suelo yanqui en 1957 con la llegada de Toyota, mientras que Nissan fue la segunda marca nipona en probar suerte, arribando al año siguiente.
Katayama se topó con la noticia del desembarco de la BMW en suelo norteamericano. En 1966, los germanos llegaron con el 1600, un deportivo de apariencia espartana, pero de sofisticada mecánica y poderosas prestaciones para su pequeño motor de 1573 cm³ (1,6 L; 96,0 plg³) que llegaba a 160 km/h (99 mph), daba 8,4 L/100 km (11,9 km/L; 28,0 mpgAm) y tenía una aceleración de 0 a 100 km/h (0 a 62 mph) en 11.4 segundos. Era un coche ampliamente superior al Ford Mustang en economía de consumo y prestaciones deportivas; y apenas costaba un puñado de dólares más. El BMW 1600 estaba destinado al éxito y las revistas especializadas hablaban bien de él, pero el trascurso de la historia se encargó de torpedear sus posibilidades: BMW tenía una red de concesionarios demasiado pequeña y, por otra parte, los importadores se pusieron codiciosos y comenzaron a inflar el precio del venerado compacto. Eso no impidió que Katayama se volviera un fanático del auto y lo pusiera como su modelo a imitar.
Para 1966, Nissan comenzó a trabajar en su nuevo sedán: el 510, el cual traía varias mejoras de construcción, era más liviano y sólido, y tenía una mejor distribución del espacio interior. Estéticamente no era nada del otro mundo, pero traía su cuota de sofisticación mecánica al incluir suspensión independiente en las cuatro ruedas y frenos de disco. Curiosamente la mayoría de estos detalles estaban presentes en el BMW 1600 que Katayama quería imitar; el gran problema era el motor, por lo cual se desató una amarga guerra interna entre el exiliado gerente y sus estoicos superiores japoneses. Estos querían un económico 1,4 litros, mientras que Katayama quería llevarlo a 1,6, tal como el BMW, para darle una potencia siquiera decente. Al menos los argumentos de Katayama lograron convencer a uno de los halcones de la vieja escuela: Seiichi Matsumura, quien se ofreció a poner su firma al lado de la del novel gerente, lo cual sirvió para forzarle el brazo al grueso de la antigua dirigencia.
Así es como Nissan comenzó a construir un motor de 1595 cm³ (1,6 L; 97,3 plg³) con 96 CV (71 kW), lo que en teoría convertía al 510 en un rival de similares prestaciones al BMW 1600.
Con el 510 a mano, Katayama comenzó una feroz campaña de publicidad. Era un entusiasta que vendía a propios y extraños el nuevo sedán y los invitaba a probar sus prestaciones. Hacía de 0 a 100 km/h (0 a 62 mph) en 13.5 segundos y tenía una velocidad máxima de 158 km/h (98 mph), lo cual comenzó a llamar la atención de la prensa especializada norteamericana. Costaba US$2000 más que el VW, pero sus prestaciones eran superiores y definitivamente le hacía sombra a los compactos norteamericanos de aquel entonces (de la línea de AMC, los Chevrolet Corvair, los Falcon y los Valiant), amén de poseer un estándar de calidad superior al promedio de los coches norteamericanos. Las ventas le sonrieron a Katayama: 58000 unidades en 1968, llegando a 90000 en 1969, poniendo a Datsun - Nissan por primera vez en el mapa del mercado norteamericano.
A principios de los años 1970, el 510 comenzó a ser sobrepasado por sus competidores, como el Chevrolet Vega y el Toyota Corolla. Sus prestaciones aún eran deportivas y Katayama había propiciado el desembarco del coche en las carreras Trans-Am y terminó por alzarse con varios triunfos, pero la competencia había copiado y mejorado la idea y estaba visto que los años de gloria del 510 ya estaban quedando atrás. En noviembre de 1972, el último 510 vio la luz: habían sido 400000 vehículos y todo un triunfo de Katayama por sobre el conservadurismo de la empresa que le vio nacer.
Katayama regresaría a Japón en 1975 y dio a luz al Datsun 240Z, creando toda una generación de prestigiosos coches deportivos japoneses, un concepto impensable siquiera 10 años antes. Y aunque el Z opacó la victoria del 510, no por ello este pequeño sedán carece de importancia histórica porque fue él y su ingenioso creador los que terminaron por darle impulso a la industria automotriz japonesa y convertirla en lo que es hoy: un gigante que domina mercados y lidera tendencias.

## Especificaciones

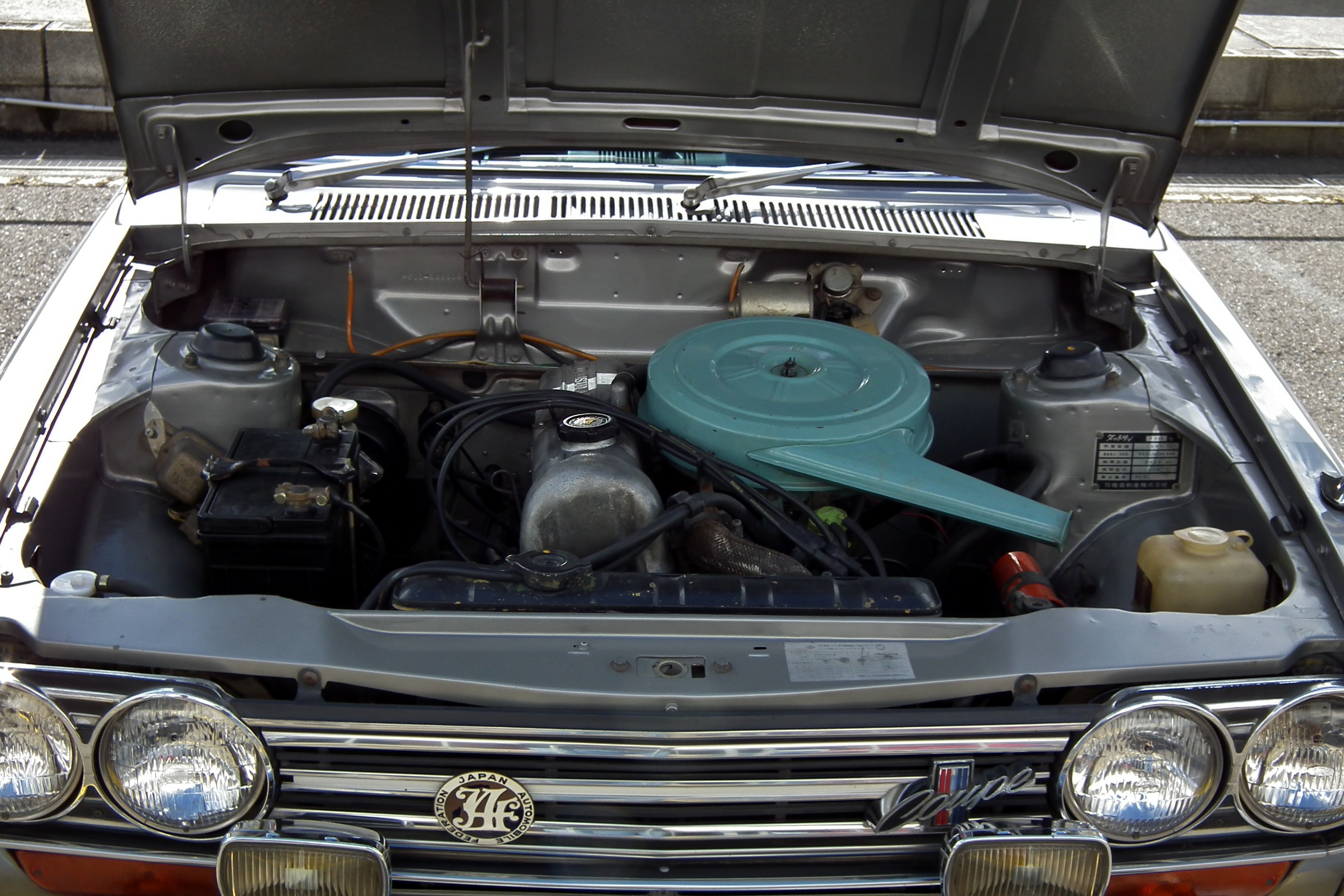
Motor de un 1600 coupé de 1970.

| Modelos                | Sedán 1300 Deluxe                         | Sedán 1400 GL                             | Guayín 1600                               | 1600 SSS                                  | Coupé 1800 SSS                             |
| ---------------------- | ----------------------------------------- | ----------------------------------------- | ----------------------------------------- | ----------------------------------------- | ------------------------------------------ |
| Cilindrada             | 1296 cm³ (1,3 L; 79,1 plg³)               | 1428 cm³ (1,4 L; 87,1 plg³)               | 1595 cm³ (1,6 L; 97,3 plg³)               | 1595 cm³ (1,6 L; 97,3 plg³)               | 1770 cm³ (1,8 L; 108 plg³)                 |
| Diámetro x carrera     | 83 x 59,9 mm (3,27 x 2,36 plg)            | 83 x 66 mm (3,27 x 2,60 plg)              | 83 x 73,7 mm (3,27 x 2,90 plg)            | 83 x 73,7 mm (3,27 x 2,90 plg)            | 85 x 78 mm (3,35 x 3,07 plg)               |
| Relación de compresión | 8.5:1                                     | 9.0:1                                     | 8.5:1                                     | 9.5:1                                     | 9.5:1                                      |
| Potencia máxima        | 72 CV (71 HP; 53 kW) @ 6000 rpm           | 85 CV (84 HP; 63 kW) @ 6000 rpm           | 92 CV (91 HP; 68 kW) @ 6000 rpm           | 100 CV (99 HP; 74 kW) @ 6000 rpm          | 115 CV (113 HP; 85 kW) @ 6000 rpm          |
| Par máximo             | 10,5 kg·m (103 N·m; 76 lb·pie) @ 3600 rpm | 11,8 kg·m (116 N·m; 85 lb·pie) @ 3600 rpm | 13,2 kg·m (129 N·m; 95 lb·pie) @ 3600 rpm | 13,5 kg·m (132 N·m; 98 lb·pie) @ 4000 rpm | 15,5 kg·m (152 N·m; 112 lb·pie) @ 4000 rpm |
| Tipo de carburador     | Hitachi de doble cuerpo                   | Hitachi DAF306                            | Hitachi de doble cuerpo                   | SU                                        | SU                                         |
| Aspiración             | Natural                                   | Natural                                   | Natural                                   | Natural                                   | Natural                                    |
| Peso                   | 910 kg (2006 libras)                      | 960 kg (2116 libras)                      | 985 kg (2172 libras)                      | 930 kg (2050 libras)                      | 950 kg (2094 libras)                       |

## En competición

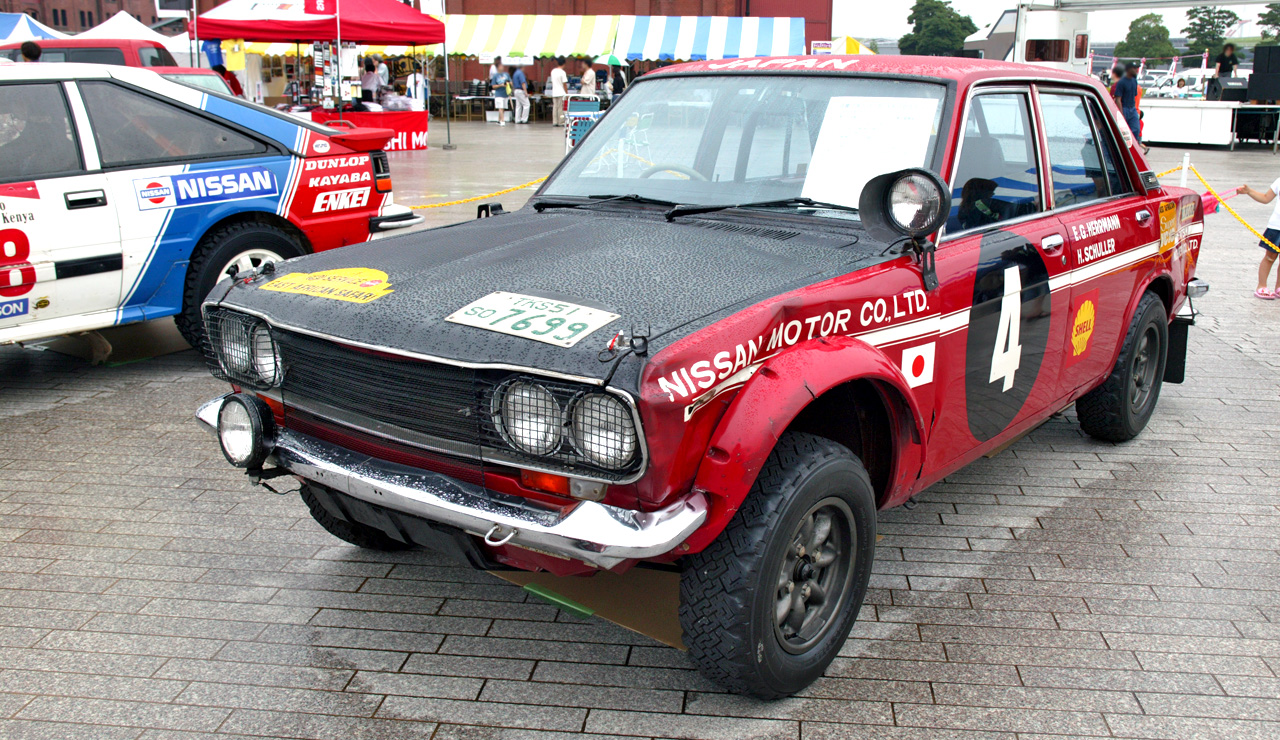
Modelo ganador del 18º Rally Safari de 1970.

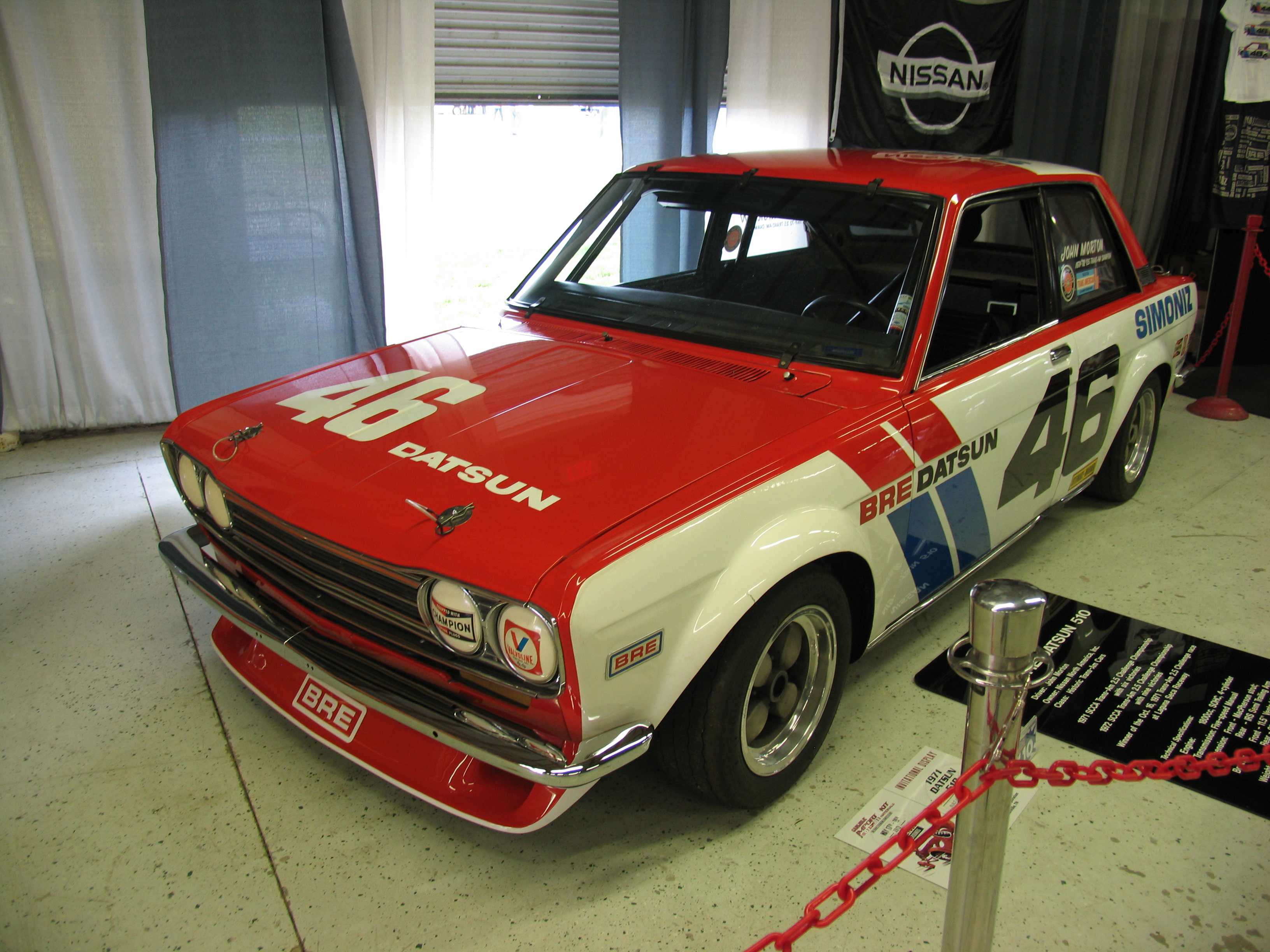
Modelo del equipo BRE ganador de la Trans-Am 2.5 litros de 1971, pilotado por John Morton.

Su éxito fue replicado en prácticamente todos los mercados en los que estuvo disponible, a pesar de que en la gran mayoría de ellos enfrentaba competencia realmente dura, pero una de las formas en las que se ganó la atención del público fue vía los deportes de motor. El 510 fue un coche extremadamente exitoso en los rallys, ganando varios campeonatos locales australianos y plantándole cara a algunos de los más grandes nombres de los rallys europeos, como el Ford Escort y el Renault-Alpine. Su victoria todoterreno más significativa fue, sin duda alguna, el East African Safari Rally de 1970, una de las fechas más difíciles y cruentas del Campeonato Mundial de Rally. Fue la primera vez que un Datsun ganó una carrera del campeonato.
El logro deportivo más famoso del 510 sucedió en las pistas de Norteamérica, cuando el equipo BRE respaldado por Datsun North América, le arrebató el campeonato de la categoría de 2.5 litros de Trans-Am a Alfa Romeo en 1971 y lo defendió exitosamente en 1972.
Era la primera vez que Datsun respaldaba directamente a un equipo deportivo en un campeonato internacional y las victorias del equipo de Peter Brock y el piloto John Morton, auténticamente pusieron a la marca en el mapa. Esto y la introducción del Datsun 240Z unos años antes y sus subsecuentes triunfos deportivos, posicionaron casi de la noche a la mañana a Datsun como una marca para entusiastas y la convirtieron en la marca importada mejor vendida en los Estados Unidos.

## En la cultura popular
Ha aparecido en varias series de videojuegos de carreras, tales como: Forza, Gran Turismo, entre otros.